# إنفيغادو
إنفيغادو (بالإسبانية: Envigado) هي مدينة في كولومبيا تابعة لإدارة أنتيوكيا. تعتبر من أفضل مدن كولومبيا من حيث الأمان، ومع ذلك فهي معروفة بكونها منشأ بابلو إسكوبار مؤسس كارتل ميديلين الشهير.

## الجغرافيا
تقع إنفيغادو في جنوب وادي أبورا، وهي تقع جنوب ميديلين وتبعد عنها مسافة 9 كيلومتر (5.6 ميل)، كما تقع غرب ريونيغرو وشمال إل ريتيرو وشرق إتاغوي وسابينتا وكالداس. وهي تبعد عن العاصمة بوجوتا 241 كيلومتر (150 ميل) تقريبا.

## التركيبة السكانية
في 2017، بلغ عدد سكان المدينة 232903 فردا، 51.9% منهم إناث و48.1% ذكور، بكثافة سكانية بلغت 2893 نسمة/كم2
الجدول التالي يوضح تعداد سكان المدينة لأعوام سابقة:
| سنة التعداد | إجمالي السكان |
| ----------- | ------------- |
| 2005        | 174108        |
| 2010        | 197493        |
| 2017        | 232903        |

## الاقتصاد
إنفيغادو هي موقع أحد مصنعي تجميع السيارات لشركة سوفاسا الكولومبية التي قامت بتجميع سيارات تابعة لشركتي رينو وتويوتا، كذلك هي مقر شركة غروبو إكسيتو أكبر شركات تجارة التجزئة في كولومبيا، وصحيفة إل كولومبيانو المحلية. بالإضافة إلى كونها مركزا صناعيا وتجاريا، كذلك تعد إنفيغادو وجهة سياحية؛ حيث تتميز بمواقع سياحية عدة وتستضيف مهرجانات سنوية.

## الرياضة
إنفيغادو هي معقل نادي إنفيغادو لكرة القدم الذي يلعب في الدوري الكولومبي لكرة القدم، كما يوجد بها ملعب بوليديبورتيفو سور الذي تقام عليه مباريات النادي.

## أعلام
- هومبيرتو سييرا
- ستيفان ميدينا
- فابيو أوتشوا ريستريبو
- مانويل يوريبا أنخيل
- رامون داريو مولينا خاراميو
- ليوناردو كاردونا
- فرناندو غونزاليس